# أندي بيرد
أندي بيرد (بالإنجليزية: Andy Baird)‏ (18 يناير 1979 في المملكة المتحدة - ) هو لاعب كرة قدم بريطاني في مركز الهجوم. لعب مع ويكمب وندررز وBrackley Town F.C. ‏ وBanbury United F.C. ‏ وأكسفورد سيتي.

## وصلات خارجية
- أندي بيرد على موقع قاعدة بيانات كرة القدم.إي يو (الإنجليزية)